# جزيرة أم سيلة
جزيرة أم سيلة هي جزيرة إيرانية غير مأهولة بالسكان تقع في الخليج العربي، والجزيرة تعد مكان تتكاثر عليه طيور عديدة.